# 三笠 (戦艦)
三笠（みかさ）は、日本海軍の戦艦。
艦名は三笠山による。
『日本海軍艦船名考』ではこの山を現在の御蓋山 (春日山) としている。
古くは御笠山と記され、霊峰として知られる。
一方『連合艦隊軍艦銘銘伝』では現在の若草山 (俗名三笠山) としている。
こちらは山焼きで有名である。
日露戦争の日本海海戦で連合艦隊旗艦を務めた。
神奈川県横須賀市に静態保存されており、日本では世界三大記念艦の一つとされている。

## 概要
軍艦「三笠（みかさ）」は、イギリスのヴィッカース社で建造され、1902年（明治35年）3月に竣工。奈良県にある三笠山（春日山）にちなんで命名された。
船籍港は京都府舞鶴市の舞鶴港。同型艦は「敷島」「初瀬」「朝日」。1904年（明治37年）からの日露戦争では連合艦隊旗艦を務め、連合艦隊司令長官の東郷平八郎大将らが座乗した。1905年（明治38年）5月末、連合艦隊旗艦として日本海海戦を戦う。同年9月11日、佐世保港で爆沈した後に浮揚・修理され、1908年（明治41年）4月下旬に修理工事を終えた。1912年（大正元年）10月3日、前部火薬庫火災事故を起こす。
大正時代は北方警備に従事した（シベリア出兵）。1921年（大正10年）9月1日、海防艦に類別変更。1923年（大正12年）9月1日、横須賀軍港で関東大震災に遭遇、着底した。ワシントン海軍軍縮条約により除籍され、日本海海戦を記念して、横須賀で記念艦となった。現在は防衛省が所管し、神奈川県横須賀市の三笠公園に記念艦として保存され、現存している。

## 艦型
造船総監は黒部広生。
衝角を持つ。

### 機関
機関もヴィッカース社で製造された。
ボイラーはベルビール式缶25基で、蒸気圧力は計画200 psi (14 kg/cm2)。
主機は3段4筒レシプロで気筒配置は艦首から高圧、中圧、低圧の順。
直径は高圧筒31 in (0.787 m)、中圧筒50 in (1.270 m)、低圧筒82 in (2.083 m)、行程48 in (1.219 m)。
燃料
燃料は石炭。搭載量は資料により違う。
- 1902年調:満載2,049.820 t[23]
- 1905年調:1,521ロングトン (1,545 t)[4][24]
- 1920年調:1,921ロングトン (1,952 t)[11]

公試成績
- 時期不明:蒸気圧力250 psi (18 kg/cm2)、回転数124.5 rpm、出力16,431馬力[10]。
- 日露戦争時調査:排水量15,302LT、最近公試16,431馬力、最近高力運転成績16,922馬力、自然通風118rpm、15.6ノット、強圧通風124.2rpm、18.5ノット[24]。

### 兵装
1905年時

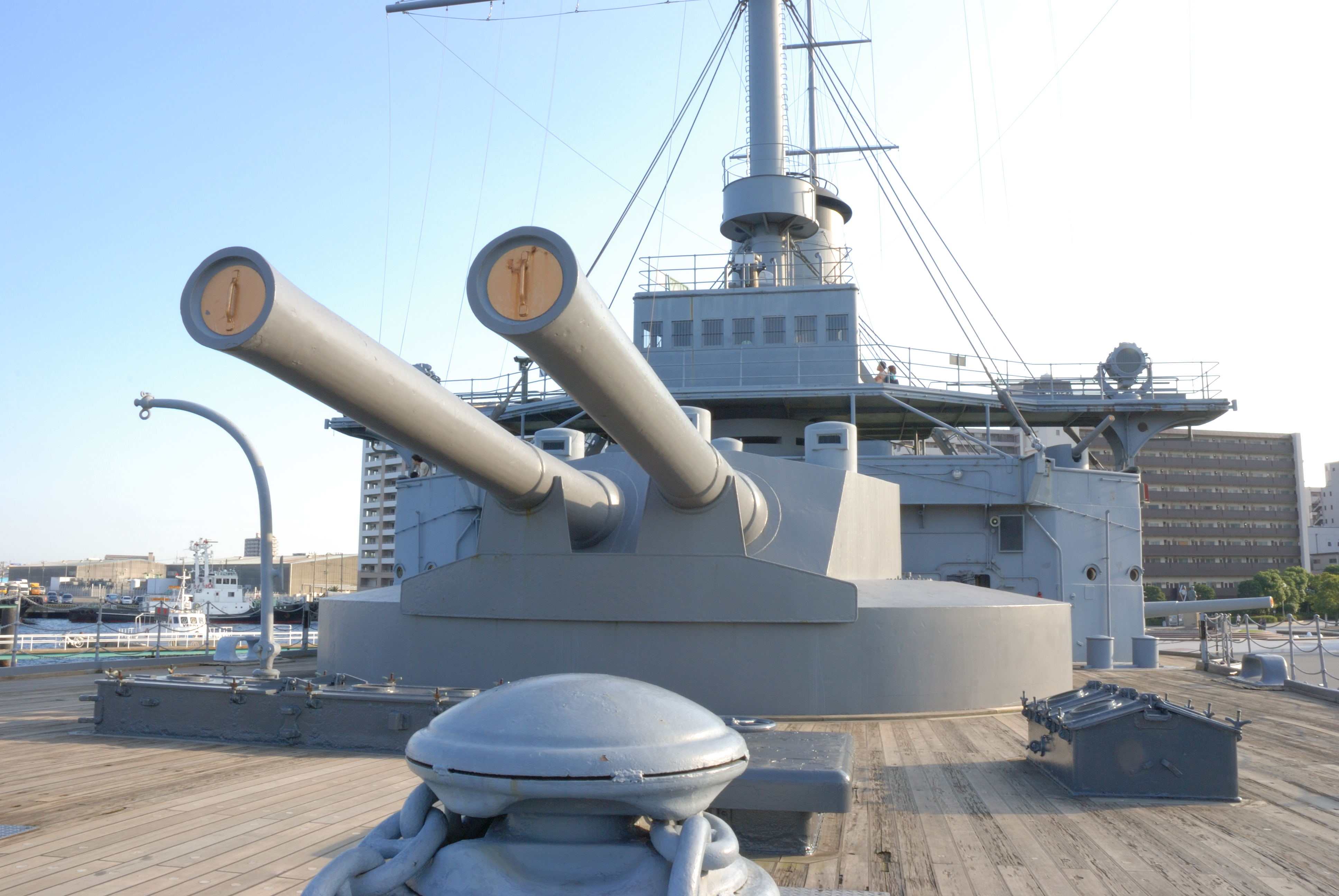
「三笠」の主砲（形状を復元したもの）

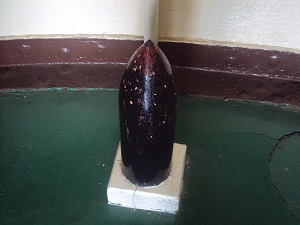
「三笠」の副砲弾

日露戦争時の兵装は以下の通り。(*)内の値はジェーン海軍年鑑による。
- (40口径*)12 in (30.5 cm)安砲 4門
- (40口径*)15センチ速射砲[注釈 9] 14門
- 12ポンド速射砲[注釈 10] 20門
- 47mm重速射砲 8門
- 47mm軽速射砲 4門
- (18 in (45.7 cm)*)魚雷発射管 4門

1920年時
- (40口径[8])安式30センチ砲[注釈 11] 4門
- (40口径[8])四一式15センチ砲[注釈 9] 14門
- (40口径[8])安式8センチ砲[注釈 10] 20門 (4門は子砲兼用)
- 麻式6.5mm機砲 3門
- (18 in (45.7 cm)*)水中魚雷発射管 4門

無線兵装
竣工当時で最新鋭の三六式無線電信機を装備した。

### 装甲
装甲にクルップ・セメンテッド鋼 (KC鋼) を採用した。

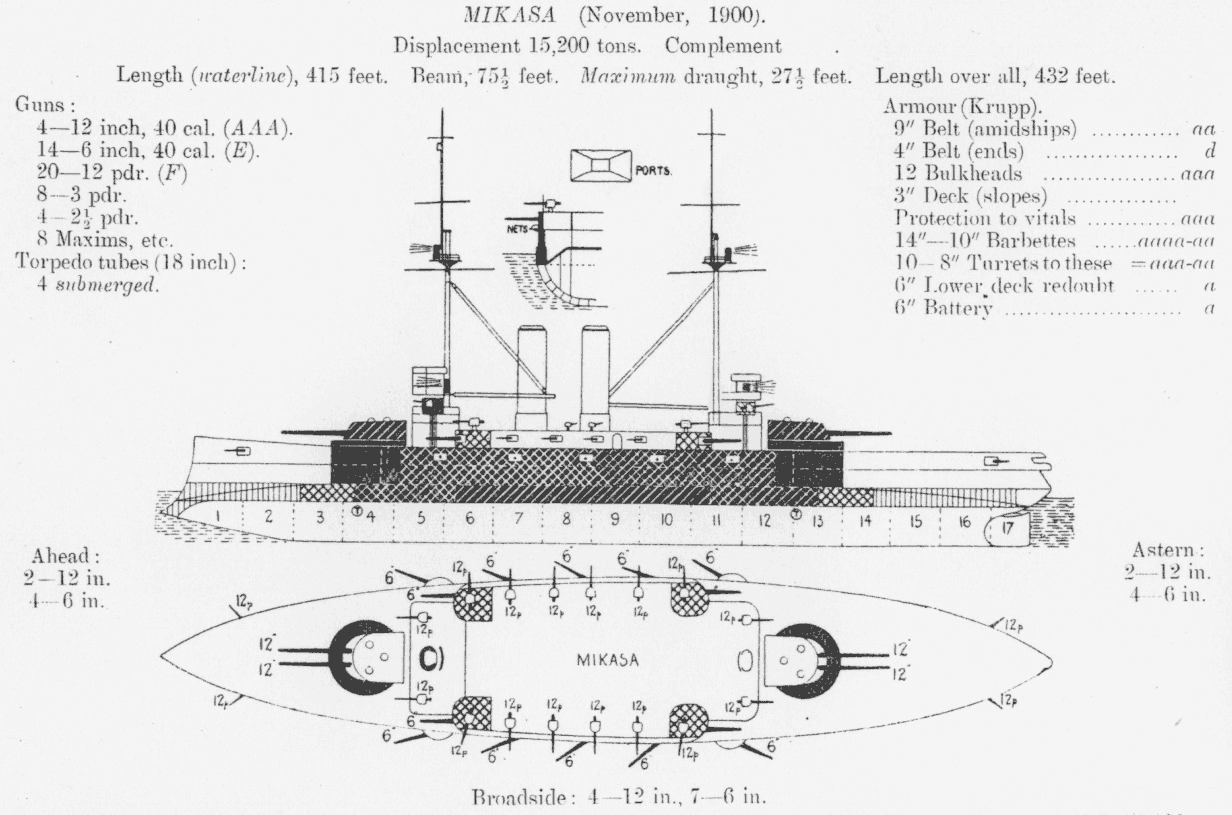
1906年版ジェーン海軍年鑑における三笠の要目

装甲厚は『日本の戦艦』によると以下の通り。
- 舷側:9 in (229 mm) - 4 in (102 mm)KC鋼
- 甲板:3 in (76 mm) - 2 in (51 mm)
- 砲塔:14 in (356 mm) - 8 in (203 mm)
- 砲郭:6 in (152 mm) - 2 in (51 mm)

『日本戦艦史』(2007)によると
- 舷側220mmKC鋼
- 甲板:76mm + 25mm
- 砲塔前楯:254mmKC鋼
- 砲塔天蓋:203mmKC鋼
- 司令塔:356mmKC鋼

## 艦歴

### 建造
日清戦争後、ロシア帝国に対抗するために日本海軍は軍拡を進めた。その中で『六六艦隊計画』（戦艦を6隻、装甲巡洋艦を6隻配備する計画）の一環、その最終艦として「三笠」はイギリスのヴィッカースに発注されて建造された。
1899年（明治32年）1月24日、バロー＝イン＝ファーネス造船所で起工。1900年（明治33年）11月8日、進水した。1902年（明治35年）1月15日から20日まで公試が行われ、3月1日にサウサンプトンで日本海軍への引渡し式が行われた。建造費用は船体が88万ポンド、兵器が32万ポンドであった。
3月13日、イギリスのプリマスを出港。回航員の中には野村吉三郎（海軍少尉。後日、真珠湾攻撃時の駐米大使）もいた。スエズ運河経由で5月18日に横須賀へに到着した。初代艦長は早崎源吾大佐。横須賀で整備後の6月23日に出港し、7月17日本籍港である舞鶴港に到着した。

### 日露戦争

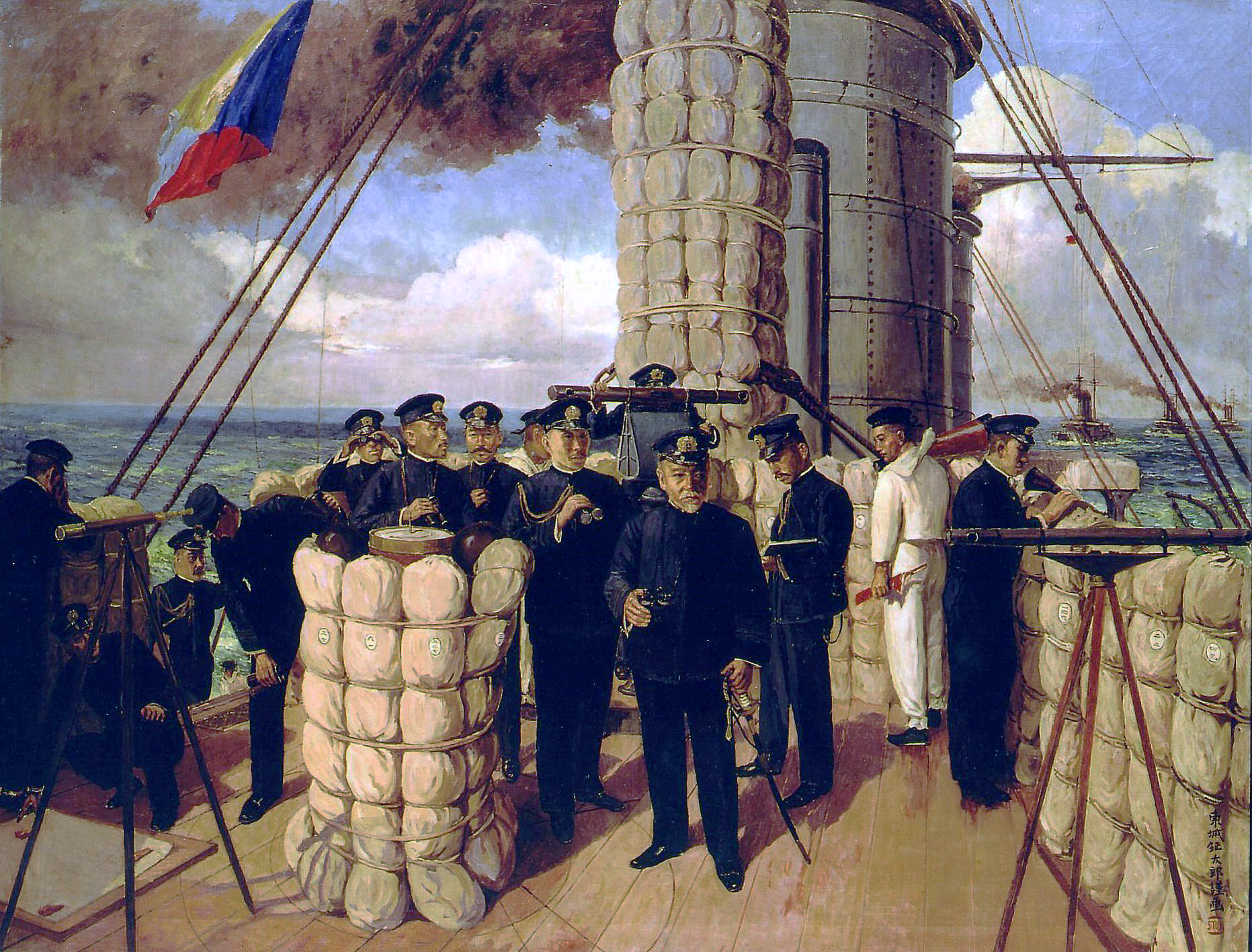
「三笠」露天艦橋で日本海海戦の指揮を執る東郷平八郎や艦長の伊地知彦次郎（左から4人目）。東城鉦太郎画『三笠艦橋之圖』

1903年（明治36年）7月24日、皇族軍人の伏見宮博恭王（海軍大尉、9月26日に少佐進級）が「三笠」に着任、後部砲塔（主砲）を指揮する第三分隊長となった。12月28日、「三笠」は連合艦隊旗艦となった。
1904年（明治37年）2月6日から日露戦争に加わり、2月9日からの旅順口攻撃や旅順口閉塞作戦に参加した。3月5日、加藤寛治少佐（当時、姉妹艦「朝日」砲術長）が「三笠」砲術長に任命された。
7月24、「三笠」と「富士」の艦載水雷艇は大河湾のロシア駆逐艦を雷撃した。「三笠」艇は「レイチェナント・ブラコーフ」を雷撃。被雷した「レイチェナント・ブラコーフ」は沈没を避けるため浅瀬に座礁させられたが、大損害を受けていたためそのまま放置された。
8月10日、黄海海戦に参加した。「三笠」の被弾箇所は20数個を数えた。砲戦中の午後5時58分頃、砲弾が砲身内で自爆する膅発により後部砲塔で爆発が発生、戦死1名・負傷16名を出す。伏見宮博恭王少佐も負傷した。公式には被弾とされた。
12月13日、「三笠」と「扶桑」の艦載水雷艇がロシア戦艦「セヴァストーポリ」襲撃に参加。両艇の雷撃で「セヴァストーポリ」は艦首の防御網に魚雷1発を受け、浸水した。
「三笠」での勤務や海戦をきっかけに、東郷と加藤、あるいは加藤と伏見宮博恭王の親密な関係が始まった。旅順攻囲戦により旅順要塞は陥落し、連合艦隊各艦は修理と整備に従事した。12月28日、呉に入港、修理を行う。膅発の原因は解明されず、各艦は不安を抱えたままであった。
1905年（明治38年）2月14日に呉を出港、江田島・佐世保経由で21日に朝鮮半島の鎮海湾に進出。以後、同地を拠点に対馬海峡で訓練を行い、5月27日・28日に日本海海戦でロシア海軍バルチック艦隊と交戦した。「三笠」艦長は伊地知彦次郎大佐、砲術長は安保清種少佐。膅発を恐れて「三笠」では帆布を用いた応急措置を行ったが、それでも「三笠」「敷島」「日進」で膅発が起きた。
この2日間に亘る海戦では、日本連合艦隊は戦力の劣勢をカバーするために敵前T字戦法を採用し、激戦の末大ロシア艦隊を撃破する。連合艦隊司令長官東郷平八郎大将は三笠上で、「皇国の興廃此の一戦に在り、各員一層奮励努力せよ」という訓示とともに、Z旗を掲げて全艦隊の士気の高揚を図り大勝利を収める。これにより、その後日本海軍では、重要な海戦でZ旗を掲揚することが慣例化されていった。なお、この海戦で「三笠」も艦橋や副砲などに被弾し、113名の死傷者を出した。

### 爆沈事故
日露戦争終結直後の1905年（明治38年）9月11日、三笠は佐世保港内で後部弾薬庫の爆発事故のため沈没した。この事故では339名の死者を出した。これは日本海海戦の戦死者117名を大きく上回る人数であった。弾薬庫前で、当時水兵間で流行していた「信号用アルコールに火をつけたのち、吹き消してにおいを飛ばして飲む」（兵員達は「ピカ」と呼んでいた）悪戯の最中に、誤って火のついた洗面器をひっくり返したことが原因とする説や、下瀬火薬の変質が原因という説もある。事故当時、東郷は上陸していて無事であった。艦隊付属軍楽隊に着任していた瀬戸口藤吉も、事故当時は上陸中で難を逃れたが、軍楽兵の多くが事故で殉職した。この爆発沈没事故は秋山真之が宗教研究に没頭する一因ともなったとされる。
10月23日の海軍凱旋式は、「三笠」に代わって姉妹艦「敷島」が旗艦となった。明治天皇の御召艦は装甲巡洋艦「浅間」であった。「三笠」は予備艦とされた。12月12日、艦艇類別等級表の改定に伴い戦艦の等級が廃止され、「戦艦」に類別される。
1906年（明治39年）8月14日に浮揚、佐世保工廠で修理された。
1908年（明治41年）4月24日、工事終了。第一艦隊旗艦として現役に戻った。

### 御召艦
同年9月25日朝、明治天皇皇太子（のちの大正天皇）は青森県青森港から「三笠」（第一艦隊司令長官伊集院五郎中将、「三笠」艦長奥宮衛大佐）に乗艦する。皇太子は「三笠」で大湊要港部へ移動し、同地を視察する。夕刻、三笠は青森港に戻り皇太子は退艦した。

### 火災事故
1912年（大正元年）10月3日午後6時40分、前部火薬庫で火災が発生、注水して爆沈を免れる。火薬庫で自殺を図った水兵が死亡したほか、負傷者複数名を出した。
1914年（大正3年）8月23日、日本が第一次世界大戦に参戦すると、戦争初期に「三笠」は日本海などで警備活動に従事した。その後、1918年（大正7年）から1921年（大正10年）の間、大戦中にロシア革命により誕生した社会主義国ソ連を東から牽制するシベリア出兵支援に参加した。大正7年当時、木村昌福（後日、第一水雷戦隊司令官等）が海軍中尉として「三笠」で勤務していた。シベリア出兵参加前、「三笠」では防寒工事が実施され、水上飛行機の臨時搭載も行った。横廠式ロ号甲型水上偵察機などは分解状態で「三笠」に搭載し、氷上や水上に下ろして発進した。

### 尼港事件
1920年（大正9年）の尼港事件の際は砕氷艦「見島」（元ロシア海防戦艦「アドミラル・セニャーヴィン」）とニコラエフスクへ救援に向かったが堅氷に阻まれ入港できなかった。このため約700名の日本人と数千名のロシア人は救助されることなく赤軍パルチザンに惨殺された。日本海軍最初の砕氷艦「大泊」が竣工したのは、翌年11月であった。

### 海防艦
1921年（大正10年）9月1日、「三笠」は海防艦（一等海防艦）に類別される。
9月16日、「三笠」はウラジオストク港外のアスコルド海峡で濃霧の中を航行中座礁して大きく損傷し、浸水。離礁後、ウラジオストクに入渠して応急修理を行った。11月3日、舞鶴に帰投した。
戦間期のワシントン軍縮条約によって「三笠」は廃艦が決定した。1923年（大正12年）9月1日、関東大震災により岸壁に衝突。応急修理のままであったウラジオストク沖での破損部位から大浸水を起こし、そのまま着底した。9月20日除籍、
艦艇類別等級表からも削除された。

### 記念艦
「三笠」は解体される予定だったが、国民から愛された「三笠」に対する保存運動が勃興し、条約に基づき現役に復帰できない状態にすることを条件に保存されることが特別に認められる。1925年（大正14年）1月に記念艦として横須賀に保存することが閣議決定された。6月18日に保存のための工事が開始された。舳先を皇居に向けた後に船体の外周部に大量の砂が投入されるとともに、下甲板にコンクリートが注入された。この日以降、「三笠」は海に浮かんでいるのではなく海底に固定されており、潮の満ち引きによっても甲板の高さは変わらない状態となっている。保存に際して廃艦時に撤去した兵装の復元は行われなかったが、砲塔等は木製のダミーが取り付けられた。
1926年（大正15年）11月12日、三笠保存記念式が行われる。式典には摂政宮（大正天皇皇太子/昭和天皇）、高松宮宣仁親王など皇族一同、井上良馨元帥、東郷平八郎元帥（三笠保存会名誉会長）、阪谷芳郎三笠保存会会長、財部彪海軍大臣など重鎮多数、さらに伏見宮博恭王（元「三笠」分隊長）、加藤寛治横須賀鎮守府司令長官（元「三笠」砲術長）など日露戦役当時の「三笠」乗組員も参列した。

1942年（昭和17年）1月30日、三笠保存会会長だった阪谷芳郎子爵の死去にともない、徳川家正が就任する。

### その後の荒廃

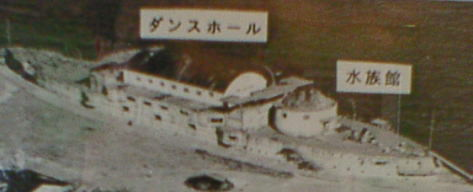
戦後間もなくダンスホールや水族館が設置された「三笠」

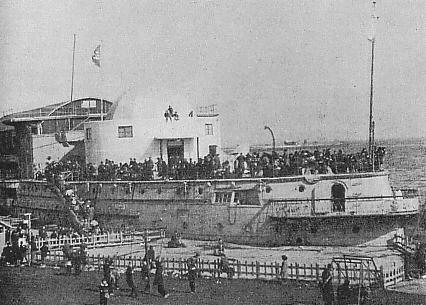
1950年代に撮影された「三笠」。ダンスホールや水族館が見える。

終戦後、日本が連合国軍占領下にあった時期に、日露戦争で敗北したロシア帝国の後継国家ソ連のクズマ・デレビヤンコ中将からの要求で解体処分されそうになったが、知日派だったアメリカ陸軍のチャールズ・ウィロビー少将らの尽力によりこれを逃れた。
敗戦から1年経たない1946年4月の時点で、切断可能な金属は日本人の窃盗犯よりガスバーナーで切断されて盗まれ、甲板のチークは薪や建材にするために盗まれ、「三笠」は急速に荒廃していた。
東郷平八郎を敬愛していたアメリカ海軍のチェスター・ニミッツ元帥は東郷の乗艦であった三笠の状況を知ると激怒し、海兵隊を歩哨に立たせて三笠を護ろうとした。
しかし連合国軍の構成国で横須賀港を接収したアメリカ軍のために娯楽施設が設置され、「キャバレー・トーゴー」が艦上に開かれた。のちに後部主砲塔があった場所に水族館が設置された。。

### 復元運動

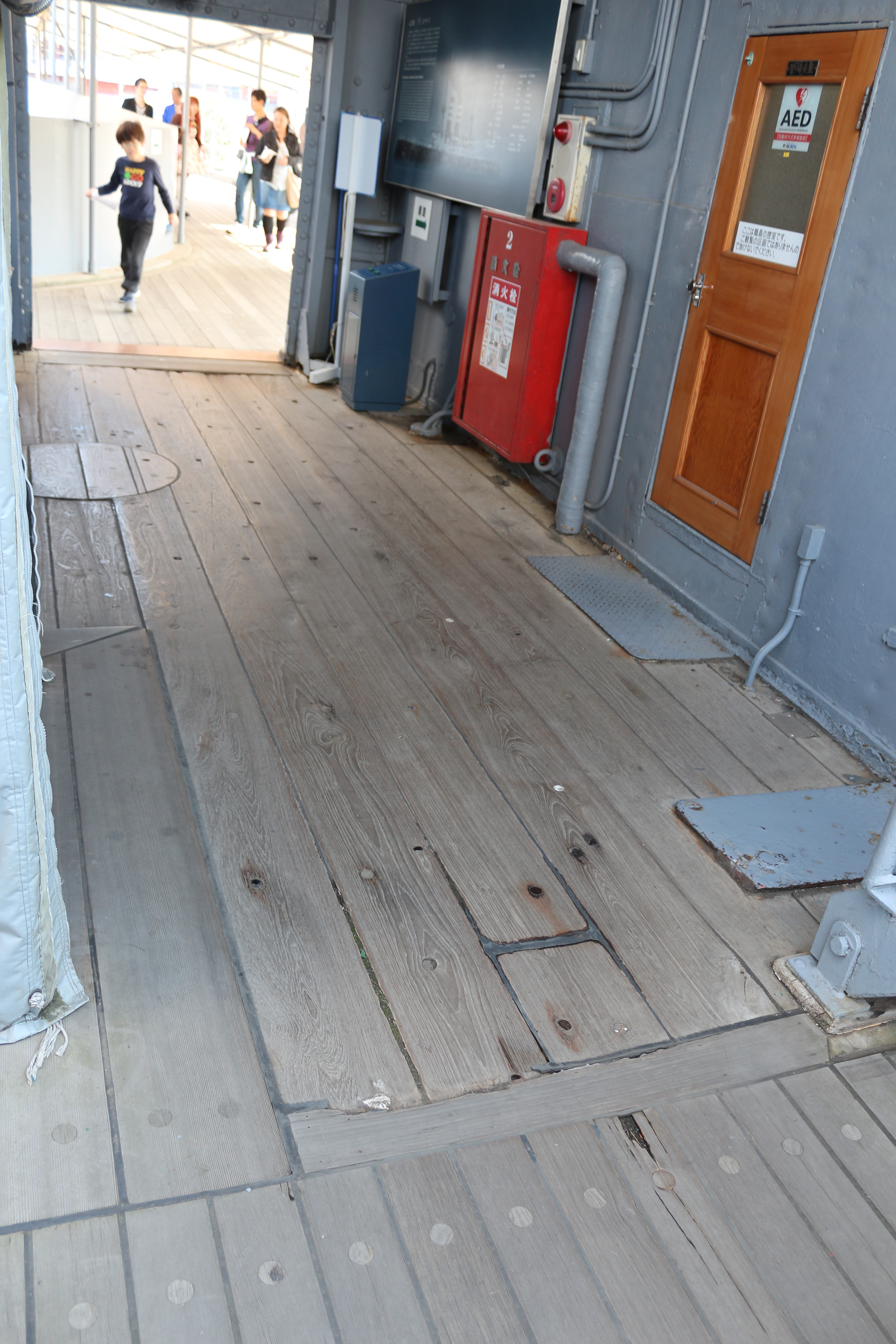
「三笠」建造当時から使われているチーク材床。この上を東郷平八郎元帥が実際に歩いたとされている。(無線電信室出入り口付近)

この惨状を見たイギリス人のジョン・S・ルービンが英字紙『ジャパンタイムズ』に投書、大きな反響を呼んだ。さらに、前述のように東郷平八郎を敬愛しており、「三笠」の惨状を憂いた米海軍のチェスター・ニミッツ元帥が著作『ニミッツの太平洋戦争史（The Great Sea War）』の売上の一部を「三笠」保存や東郷神社再建奉賛会に寄付するなどして、国内外の人々の間で復元保存運動が徐々に盛り上がりを見せていった。
1956年（昭和31年）5月には、吉田英三（横須賀地方総監）が防衛庁移管のための上申書を出している。
日本での当時の世論は復元保存派と完全撤去派と賛否両論の真っ二つに分かれた。後者の場合、軍艦を重要文化財に指定した前例が過去になかったのと、既に荒廃していた「三笠」を仮に復元したとしても指定が難しいという理由があった。更に高度経済成長期だったため、約四千トン分の鉄屑として売り払い（当時の時価として八千万円分）、それを資金に記念館を作るべきという意見すらあった。三笠保存会が民間から寄付を募ったが、1958年時点では一億円にも届かなかったという。
海上自衛隊としても維持できる予算が取れない上に「動かない艦など引き取れぬ」というコメントを当時の海上幕僚副長だった伊藤邦彦が述べている。伊藤は帝国海軍の出身で、個人的意見は保存に賛成であった。
最終的にアメリカ海軍がLSTを日本政府に寄付して予算を上積みするなど、予算は国会で承認された。民間の寄付を合わせて復元工事が1959年に始まると、同年6月27日に所管が大蔵省から防衛庁（現・防衛省）に移管された。工事は1961年に完了し、同年5月27日に復元記念式が挙行された。参列者は義宮正仁親王、木暮武太夫（運輸大臣、池田首相代理）、西村直己防衛庁長官など。
復元にあたり、長官室に設置されていたテーブル等をはじめ、アメリカ軍が撤去した記録が残っているものは、ほぼ全てが完全な形で返還されたが、誰が持ち去ったか不明なものは（戦後の混乱期で致し方ないことがあったとしても）、今日に至るまでほとんど返還されていない。1958年（昭和33年）にチリ海軍の戦艦「アルミランテ・ラトーレ」が除籍され、翌年日本において解体されたが、同じイギリスで建造された艦であったため、チリ政府より部品の寄贈を受けるという幸運があった。

### 現在

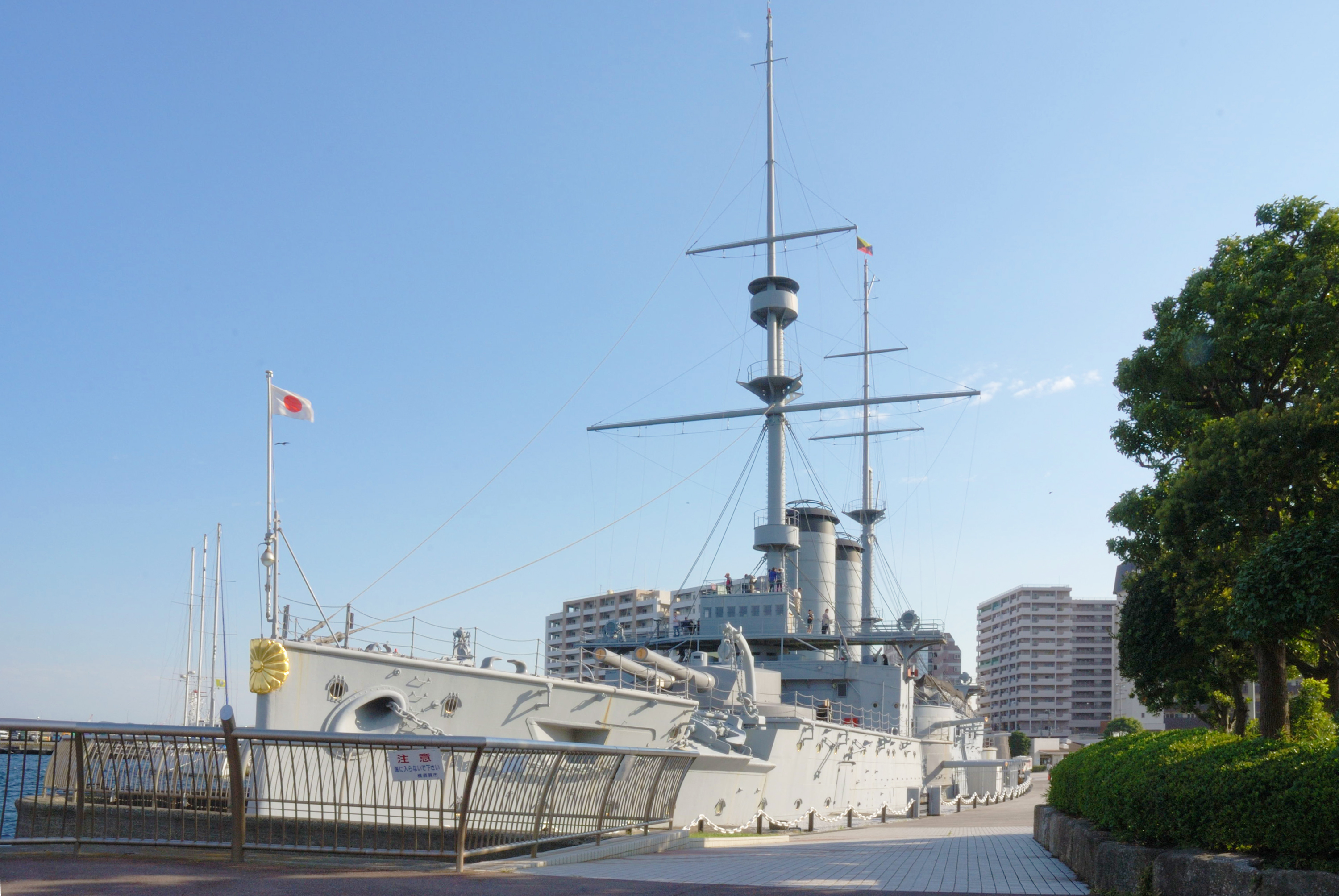
博物館船として保存されている「三笠」。

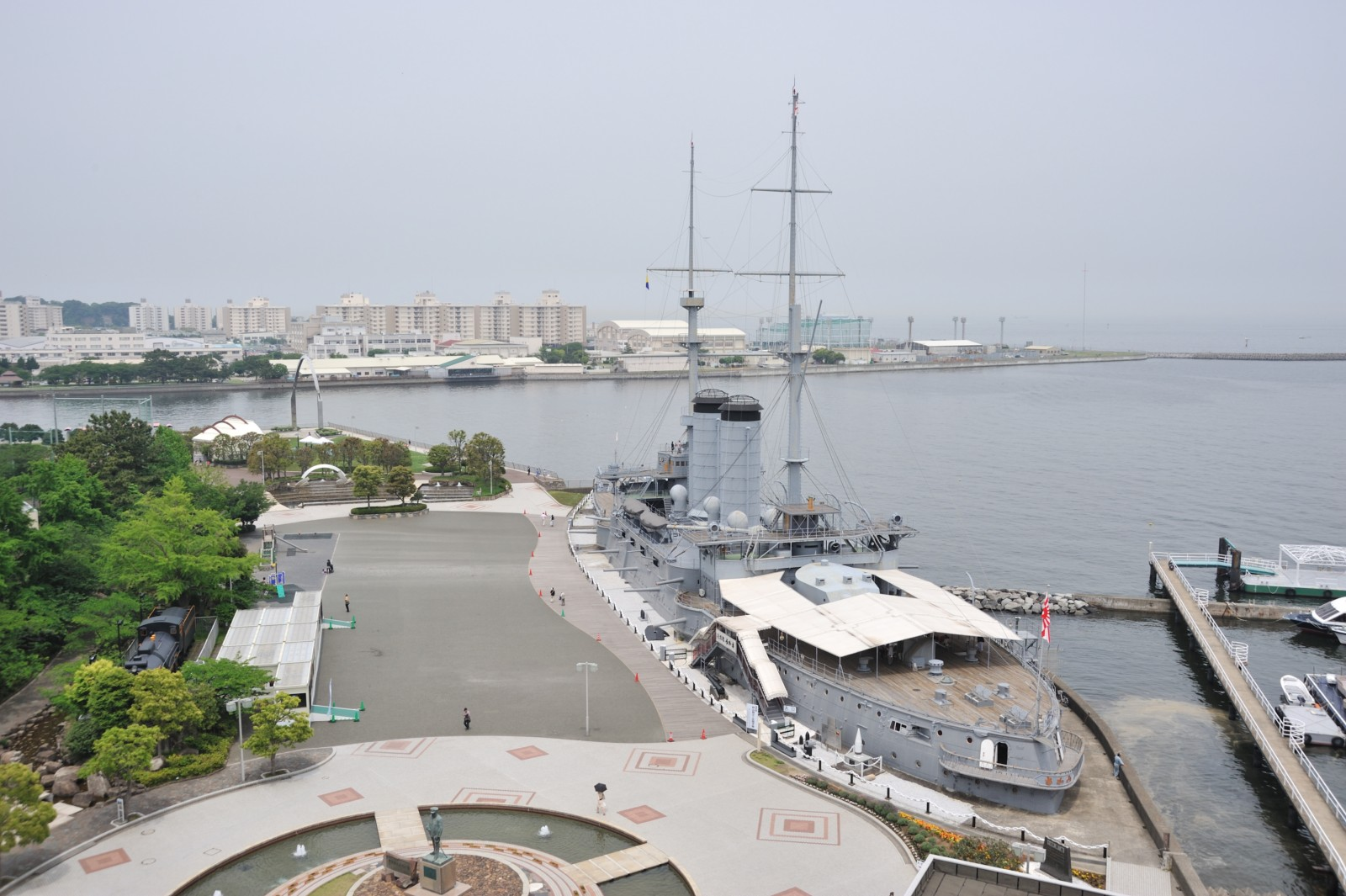
周囲は三笠公園として整備されている。

三笠は世界で現存唯一の前弩級戦艦である。第二次世界大戦後の荒廃により、本来の状態で残る部分は少なく、砲塔や煙突、マストなどは複製され、主砲は鉄製で砲塔と一体化して砲身の下から支柱で支持し、甲板の大半も溶接工法で復元するなど、戦後に大きく修復された。
下甲板のうち伏見宮の使用していた士官室は保存されているが、それ以外は三笠保存会の事務室や資料室として使われており非公開。下甲板より下はワシントン軍縮条約に基づきコンクリートや土砂で埋められている。現在、艦内の見学範囲は上甲板と中甲板だが資料展示室や上映室などが設けられ、艦後部の一部を除いて軍艦の様相はうかがえずに軍艦形状の資料館となっている。
甲板の一部に現役軍艦当時のままのチーク材や、トイレットルームのタイル床、奇跡的に盗難を免れた錨と鎖およびアンカークレーンが残る。先述のチーク材が残る通信室付近一帯の鋲接構造は、第二次世界大戦後に溶接で復元された箇所を除いて当時の遺構である。船首にあった菊花紋章は、1987年まで当時の状態で残されていたが現在は復元品に交換され、本体は艦内で公開保存されている。
記念艦として静置されて以来、日露戦争時に用いられた軍艦旗28枚を「記念軍艦旗」として艦内に保管していたが、「三笠」の軍艦旗を除き、敗戦後にアメリカ軍の将兵に盗まれ、散逸した。2015年8月5日、散逸したうちの1枚がアメリカ海兵隊退役軍人会から三笠保存会に返還された。三笠保存会では、返還された軍艦旗は、大きさから戦艦「朝日」のものである可能性が高いとしている。

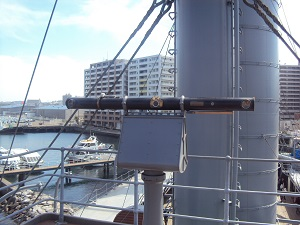
三笠の測距儀(旧Barr＆Strouds社製、現タレス社)

三笠保存会が管理を受託しているが、日本国防衛省が所有する行政財産であり、海上自衛隊横須賀地方総監部の施設「旧三笠艦保存所」として登録されて検査や修理費は防衛関係費を充てる。防衛施設ではないものの、防衛省訓令上は「船舶」として扱われており、点検・修理を行う事業者は造修補給所によって資格審査を受け、防衛省船舶設計基準や自衛艦工作基準に関する専門的知識を有する必要がある。会計評価額は2円で土地は約2億5千万円である。
自衛隊員は、横須賀教育隊の一般曹候補生が「三笠研修」として訓練見学に訪れ、隊員有志らはボランティアで清掃活動している。上記国家財産として充てられる予算は少なく、2009年に横須賀に寄港したアメリカ海軍空母「ニミッツ」の乗員が、三笠の船体塗装のボランティアを行った。
平日は観覧料が必要であるが、成人の日に新成人のみ観覧が無料となる。
内部には、VR（バーチャルリアリティ）ゴーグルを付けて日本海海戦を疑似体験できる操艦シミュレータや展示コーナーなどがある。
2020年には新型コロナウイルスの流行に伴い一時臨時休館となり、日本海海戦115周年記念式典も満艦飾の掲揚のみで中止となった。

## 略年表
- 1898年（明治31年） - 日本政府がイギリスのヴィッカースに発注。
- 1899年（明治32年）1月24日 - 起工。
- 1902年（明治35年）3月1日 - 竣工。
- 1904年（明治37年）第1艦隊第1戦隊所属で日露戦争に参加
  - 2月9日から 旅順口攻撃、旅順港閉塞作戦に参加
  - 8月10日 黄海海戦に参加
- 1905年（明治38年）5月27日 - 5月28日 - 日本海海戦で連合艦隊旗艦を務め、連合艦隊司令長官東郷平八郎が座乗[93]。
- 1905年（明治38年）9月11日 - 佐世保港内での爆発事故により沈没。
- 1906年（明治39年） - 浮揚・修理着工。
- 1912年（大正元年）10月3日 - 乗組員の自殺に伴う火薬庫爆発事故発生[57]。
- 1923年（大正12年） - ワシントン軍縮条約によって廃艦が決定。
- 1923年（大正12年）9月20日 - 除籍。
- 1925年（大正14年） - 記念艦として横須賀に保存されることに閣議決定。(財)三笠保存会設立。
- 1926年（大正15年）11月12日 - 三笠保存記念式挙行[94]。「記念艦三笠」と呼ばれる。
- 1945年（昭和20年） - 連合国軍により接収。三笠保存会解散。その後、荒廃。
- 1958年（昭和33年） - 三笠保存会が再建され、復元募金開始。
- 1959年（昭和34年）-  復元整備工事が開始（1961年まで）
  - 6月27日 - 所管が大蔵省から防衛庁に移管される
- 1961年（昭和36年）5月27日 - 記念艦三笠復元記念式挙行。
- 1992年（平成4年） - 世界船舶基金財団の海事遺産賞を受賞。

## 関連事項

### 搭載砲のその後
マーシャル諸島のウォッジェ環礁（ウオッゼ環礁）には第四艦隊隷下の第64警備隊が駐留していたが、同島の防備のため「三笠」と「春日」から取り外された15cm副砲が計6門提供されたという。ウオッゼ環礁の砲台はクェゼリンの戦いにおいて、アメリカ海軍艦隊との交戦により破壊された。
また、貨客船愛国丸（大阪商船、10,437トン）の特設巡洋艦への改装の際、「三笠」から取り外された15cm副砲8門が提供されたという。愛国丸の主砲は1942年（昭和17年）3月に三年式14cm砲に換装された。

### 三笠刀

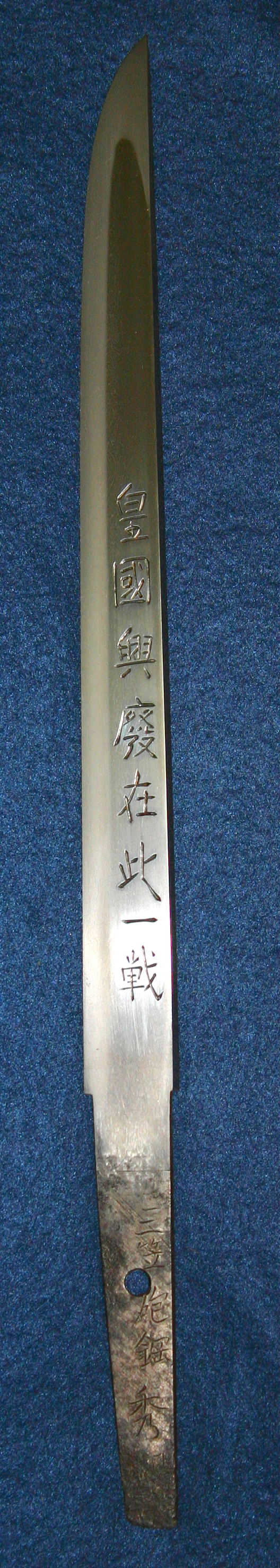
三笠短刀・刀身に「皇国興廃在此一戦」の彫刻

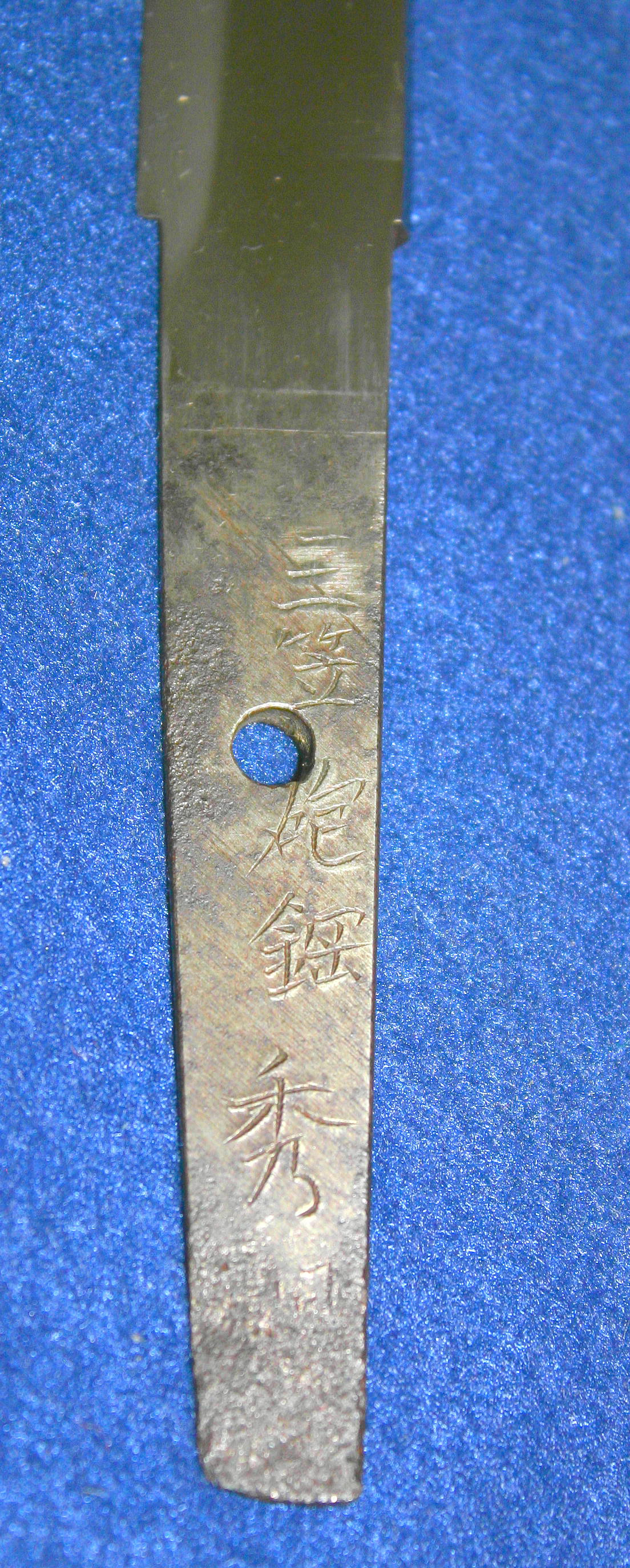
三笠短刀 中心 銘 三笠砲鋼秀明

黄海海戦で破壊された後部二連装十二吋主砲一門の残鉄を使って日本製鋼所室蘭工業所(現・室蘭製作所) 瑞泉鍛刀所の名門刀匠堀井秀明一門が刀（長剣）と短刀（短剣）を作り、三笠刀と呼ばれた。刀匠として堀井俊秀が知られている。1959年11月、一振りの三笠刀「秀明」がアメリカ在住のチェスター・ニミッツ（元太平洋艦隊司令長官）より返納された。

### マリンクロノメーター
現在搭載されているマリンクロノメーターは1918年にユリスナルダンにて製造されたもので、1913年から輸入総代理店を務めていた天賞堂は自社を通じて輸入されたと推測、2008年12月に創業130周年記念事業としてマリンクロノメーターの修理を実施、2009年5月の日本海海戦104周年記念式典で返還された。

### イギリスとの友誼
製造元のヴィッカースは日本海海戦時の活躍を誇りとし、巡洋戦艦「金剛」建造時一般に企業秘密とすることまで幅広く技術供与し、日本の造艦・造船のレベルを大きく引き上げた。また建造地であるバロー＝イン＝ファーネス近くの島には「ミカサ通り」がある。日本海海戦時の三笠砲術長だった安保清種は、第一次世界大戦の時に大使館付武官としてイギリスに派遣され、観戦武官として新鋭艦「クイーン・メリー」に乗り込んでいる。日本海海戦で「朝日」に乗艦していたパケナム提督とも対談した。また竣工した「金剛」を受領した一人でもあった。

### 乗員のその後
日本海海戦で「三笠」に乗り組んでいた将兵のうち、最後の生存者だった京都市中京区に住む杉山清七が1982年（昭和57年）1月13日に98歳で死去したと、翌日の新聞にて報道された。この記事によれば杉山は1902年（明治35年）に19歳で海軍に入隊し、二等水兵となった。その後は仁川沖海戦、黄海海戦、日本海海戦において「三笠」右舷前部の15cm砲一番砲手を務め、除隊後は警察官として働いていたという。日本海海戦の最後の従軍者とされる者は「浅間」の乗組員であり、同年5月27日に97歳で死去しているという。

### 皇族の三笠訪問
- 1926年（大正15年）11月12日（三笠保存記念式）
  - 摂政宮・皇太子裕仁親王、高松宮宣仁親王、伏見宮博恭王、（案内：東郷平八郎）
- 1941年（昭和16年）3月28日[106]
  - 皇太子明仁親王
- 1961年（昭和36年）5月27日（三笠復元記念式）
- 1961年（昭和36年）6月26日[107]
  - 皇太子明仁親王、皇太子妃美智子、（案内：山梨勝之進）
- 1968年（昭和43年）6月17日[108]
  - 昭和天皇、皇后良子（案内：榎本隆一郎）
- 1985年（昭和60年）10月18日
  - 礼宮文仁親王

### その他

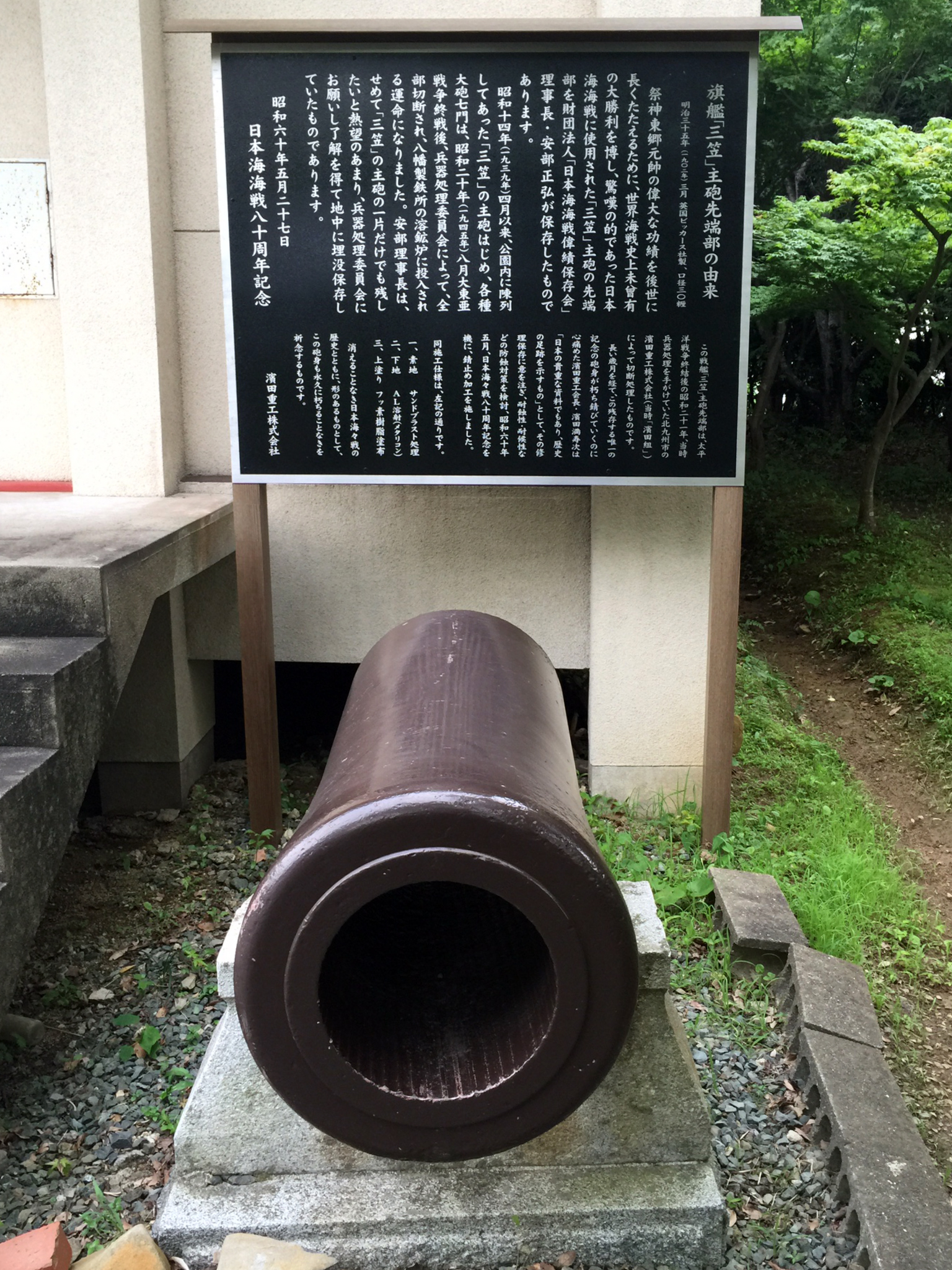
戦艦「三笠」の主砲先端　(福津市東郷神社)

- 和文通話表で、「ミ」を送る際に「三笠のミ」という。
- 旧・加賀百万石時代村の経営権を取得した大江戸温泉物語は、同村を「日本元気劇場」として2009年夏に再オープンさせ、施設内に戦艦「三笠」の前方100メートル部分をほぼ原寸大で復元した。
- 弾痕がついた「三笠」甲板の一部がバルチック艦隊の砲弾とともに埼玉県飯能市の秩父御嶽神社（東郷公園）にある。
- 「三笠」主砲先端部が福岡県福津市の東郷神社に保存されている。
- 「三笠」除籍後に、備え付けの時鐘（時刻を知らせる鐘）が東京府立第六中学校（六中、現在の東京都立新宿高等学校）に下賜されて校庭の鐘楼に掲げられ、「興國の鐘」として六中の象徴となっていた。終戦後、進駐軍による接収を逃れるために、その鐘は校内の地中に埋め隠されたといわれる。以後、何度か発掘作業が試みられたが、発見されていない。
- 国際基督教大学敷地内に保存されている国の登録有形文化財「泰山荘高風居」の敷居の一部に戦艦「三笠」のチーク材が使われている[109]。

## 歴代艦長
※『日本海軍史』第9巻・第10巻の「将官履歴」及び『官報』に基づく。

### 回航委員長
- 世良田亮 大佐：1900年5月15日 - 1900年5月21日
- 早崎源吾 大佐：1900年5月21日 - 1901年5月1日

### 艦長
- 早崎源吾 大佐：1901年5月1日 - 1903年1月12日
- 中尾雄 大佐：1903年1月12日 - 1903年9月26日
- 伊地知彦次郎 大佐：1903年9月26日 - 1905年9月29日
- 井手麟六 大佐：1906年8月30日 - 1906年11月22日
- 松村直臣 大佐：1906年11月22日 - 1908年8月28日
- 奥宮衛 大佐：1908年8月28日 - 1909年12月1日
- 土山哲三 大佐：1909年12月1日 - 1911年9月21日
- 大沢喜七郎 大佐：1911年12月1日 - 1913年1月10日
- 広瀬順太郎 大佐：1913年1月10日 - 1914年5月27日
- 森越太郎 大佐：1914年5月27日 - 1914年12月1日
- 久保来復 大佐：1914年12月1日 - 1916年12月1日
- 加藤雄次郎 大佐：1916年12月1日 - 1917年12月1日
- 大内田盛繁 大佐：1917年12月1日 - 1918年7月5日
- 山本英輔 大佐：1918年7月5日 - 1919年6月4日
- 新納司 大佐：1919年6月4日[110] - 1919年6月10日[111]
- 石川秀三郎 大佐：1919年6月10日 - 11月20日
- 迎邦一 大佐：1919年11月20日[112] - 1922年5月30日[113]
- 八角三郎 大佐：1922年5月30日 - 1922年9月8日
- (兼)小山武 大佐：1922年9月8日 - 1922年11月10日
- (兼)田村丕顕 大佐：1922年11月10日 - 1923年6月1日
- 丸尾剛 大佐：1923年6月1日[114] - 1923年9月1日[115]

## 登場作品
日露戦争関連映画作品などに登場している。戦闘時は主砲身に灰色のキャンバスで冷却水を循環させる砲身冷却装置を装備していたが、模型や映像では見栄えの問題から今まで一回も再現されたことがない。

### 映画・テレビドラマ
『明治天皇と日露大戦争』（1957年）新東宝
日本海海戦などに登場。本艦と敵旗艦「スワロフ」のミニチュアは主砲へ自動砲撃装置が搭載されていた。
『青島要塞爆撃命令』（1963年）東宝
戦艦が登場するシーンは横須賀の記念艦三笠でロケが行われた。
『日本海大海戦』（1968年）東宝
横須賀の記念艦三笠でロケが行われた他、セットも製作された。海戦シーンでは各種のミニチュアが製作され、東宝大プールでの特撮撮影が行われた。
『秘密戦隊ゴレンジャー』(1976年)
第36話「真赤な猛進撃！動く要塞無敵戦艦」で軍艦仮面率いる黒十字軍に改造され、空飛ぶ戦艦として悪用されてしまう。ロケは本物の三笠艦上を使って行われている。
『幕末未来人』（1977年）NHK
第1話で主人公達がタイムスリップする場所が、三笠の艦橋である。三笠は最終回にも遠景として登場する。ロケは本物の三笠で行われた。
『日本海大海戦 海ゆかば』（1983年）東映
『日本海大海戦』同様に記念艦三笠にてロケが行われている。
『坂の上の雲』（2009年 - 2011年）NHK
石川県加賀市の日本元気劇場内に原寸大のオープンセットが組まれた他、室内を再現した屋内セットも製作されて撮影が行われた。海上や海戦シーンでは実際の護衛艦を撮影した映像をCG合成によって加工した映像が用いられている。
本物の三笠での撮影もあるが、非公開の下甲板でのロケで、第３回の清国海軍の戦艦「定遠」の艦内として、第９回の広瀬武夫が杉野孫七を探し回るシーンの内の数カットの「福井丸」（第二回旅順口閉塞作戦）としてである。なお、定遠で秋山真之、東郷平八郎、丁汝昌が会話するシーンの場所は実際にはもう少し広いのだが、本物の壁やドアの向かい側に同じデザインの壁とドアを作成して狭い廊下の設定になっている。

### アニメ・漫画
『超電磁マシーン ボルテスV』（第5話）（1977年）
主要人物の剛 日吉が、ボアザン軍との戦いで損傷した「三笠」復興のための募金を募っている。
『蒼海の世紀』（野上武志、2005年 - 2018年）
日本海海戦の後、海援隊（本作の世界では坂本龍馬が暗殺されなかったため、準海軍組織として発展・存続している）に移籍し、主人公たちの乗艦として登場。佐世保での爆沈後に大改装が行われ、機関に最新鋭の改パーソンズ式蒸気タービンエンジンが追加された他、徹底的な自動化・省力化が図られ、海援隊の主力戦艦「練習実験戦艦みかさ」として全編にわたり登場する。
『蒼き鋼のアルペジオ』
アニメ版オリジナルの展開として、第4話で水没した旧横須賀市街で記念艦三笠が朽ち果てた状態で登場。敵対する霧の艦隊を倒す際の大きな伏線となる。

### ゲーム
『World of Warships』PCゲーム
日本サイドの課金購入艦として販売されている。なお、カラーリングは竣工時の姿となっている。
『日本海海戦』
バンダイifシリーズの戦術級ウォー・シミュレーションゲーム。「三笠」他、日露の主要艦艇はユニット化されている。
『アズールレーン』『アビス・ホライズン』
艦船擬人化ゲーム。三笠を擬人化したキャラクターが登場する。
『naval creed warships』
イベント報酬艦として販売していた。現在は購入できない。
『御城プロジェクト：RE』
城擬人化ゲーム。三笠を擬人化したキャラクターが登場する。

### その他
『海の牙城(4)帝都攻防』（横山信義の架空戦記小説、2006年、中央公論新社C★NOVELS）
海底に固定されたまま連合艦隊旗艦を務めていたが、東京湾に侵入したアメリカ戦艦による艦砲射撃で破壊される。
『アステロイドシップ「ヤマト」』（オフィス・アカデミー、1973年 - 1974年企画）
『宇宙戦艦ヤマト』企画当時の作品で、もちろん戦艦も「大和」ではなく、この「三笠」をモチーフにしたと言われている。